# دزدان (فیلم ۲۰۱۵)
دزدان (به فرانسوی: Braqueurs) (همچنین به عنوان خدمه نیز شناخته می‌شود) یک فیلم اکشن و دلهره‌آور فرانسوی محصول سال ۲۰۱۵ به کارگردانی ژولین لکلرک است.

## بازیگران
- سامی بواجیله
- گیوم گوئی
- کاریس
- آلیس دو لانکسن